# Boffalora d'Adda
Boffalora d'Adda är en ort och kommun i provinsen Lodi i regionen Lombardiet i Italien. Kommunen hade 1 770 invånare (2018).